# Jim Piddock
Jim Piddock (nacido el 8 de abril de 1956) es un actor, productor y escritor inglés que comenzó su carrera en el teatro en el Reino Unido antes de emigrar a los Estados Unidos en 1981.

## Primeros años
Piddock nació el 8 de abril de 1956 en Rochester, Kent, hijo de Celia Mary (de soltera O'Callaghan) y Charles Frederick Piddock.

## Carrera
Piddock comenzó su carrera como actor en los escenarios del Reino Unido antes de emigrar a los Estados Unidos cuando tenía poco más de veinte años. Hizo su debut teatral en Estados Unidos en un show unipersonal, The Boy's Own Story, en 1982. También apareció en Lethal Weapon 2, Independence Day, The Prestige, Austin Powers en Goldmember, Eternamente comprometidos, Think Like a Man Too y varias películas de Christopher Guest, incluidas Best in Show y A Mighty Wind.

### Carrera escénica
Piddock hizo su debut teatral en Estados Unidos en The Boy's Own Story, un show unipersonal sobre un portero de fútbol, en el Julian Theatre de San Francisco. Ese mismo año (1982), participó en Present Laughter, de Noël Coward, y le siguieron otros shows de Broadway y Off-Broadway, incluida la producción original estadounidense de Noises Off, The Knack en el Roundabout Theatre, Make and Break y Design For Living.

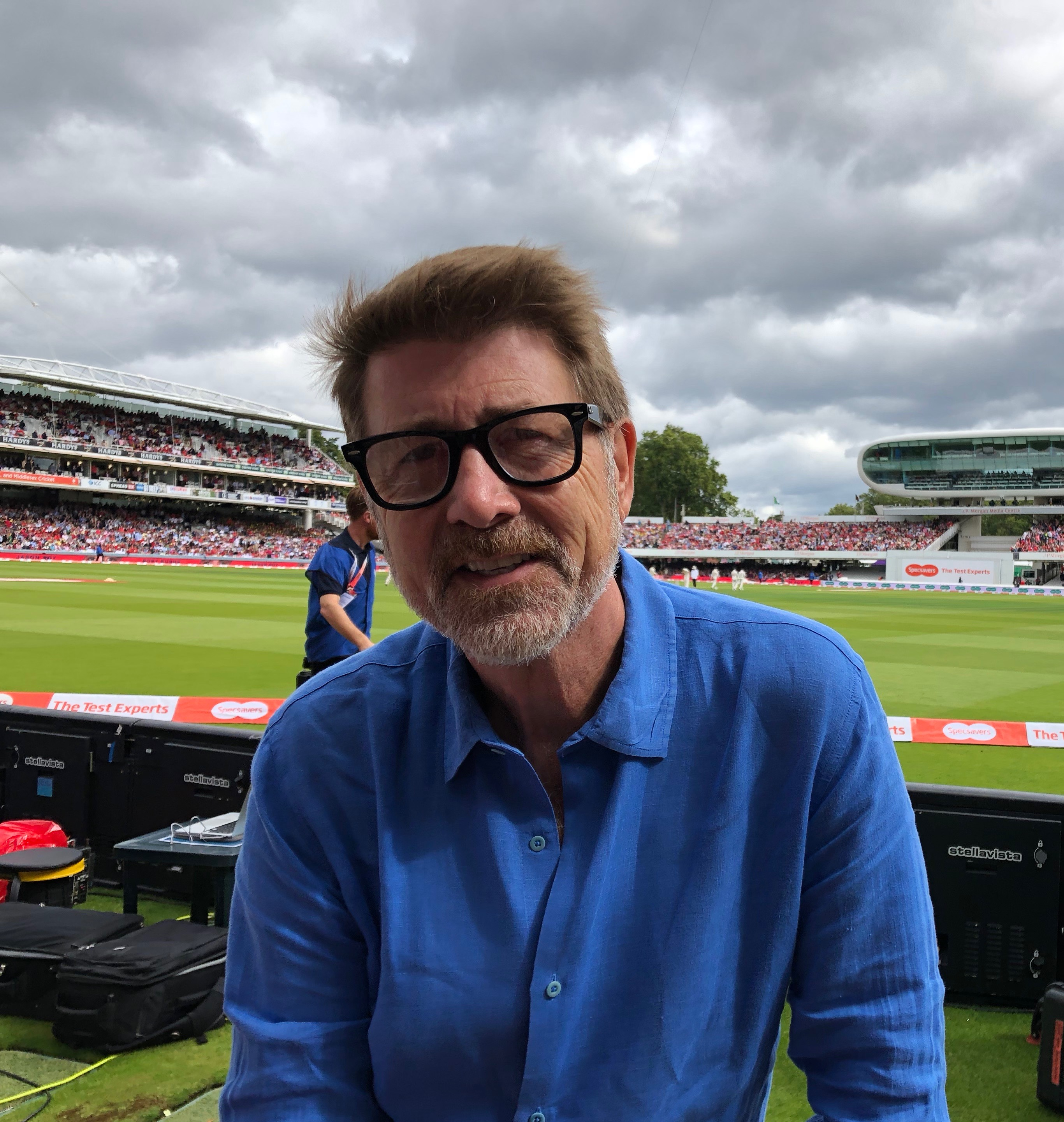
Piddock en un partido de prueba entre Inglaterra y Australia en el campo de cricket de Lord en 2019.

Pasé los primeros años de mi carrera prácticamente sin hacer nada más que trabajar en el escenario. Empecé en compañías de representación en Inglaterra y luego hice un espectáculo unipersonal en Estados Unidos, lo que me llevó muy rápidamente a realizar varios shows en Broadway. Tuve mucha suerte desde el principio. Fueron espectáculos divertidos de hacer. Estuve en la primera producción de Noises Off in America y mi primer trabajo en Nueva York fue dirigir y actuar con George C. Scott.
En noviembre de 2007 se presentó en el Teatro Ricardo Montalbán de Hollywood, protagonizando en escena una producción de What About Dick? junto a un elenco deexpatriados totalmente británicos, que incluye a Billy Connolly, Tim Curry, Eric Idle, Eddie Izzard, Jane Leeves, Emily Mortimer y Tracey Ullman. Cuando la obra se estrenó oficialmente en 2012, con la incorporación de Russell Brand, él estaba nuevamente en el elenco. También apareció en 2009 en el Teatro Montalbán y en Broadway en An Evening Without Monty Python.

### Carrera cinematográfica y televisiva
Sobre su transición a la televisión, Piddock dijo:
Siempre quise terminar trabajando en cine y televisión. Supongo que podría haberme quedado en Nueva York y probablemente haber tenido una carrera larga y fructífera en el teatro, pero a mediados de los años 1980 sentí que era hora de cambiar de rumbo y ciertamente no me habían defraudado en términos de llegar a actuar en vivo.
Ha aparecido en cerca de cien programas de televisión, incluidos La maldición de Bly Manor, Modern Family, A Confession, Designated Survivor, Get Shorty, Training Day, Mom, Childrens Hospital, The Royals, Touch, Dos hombres y medio, Castle, ER, Law & Order: LA, Party Down, Chuck, Dollhouse, Sin rastro, Monk, Lost, Crossing Jordan, Citizen Baines, Friends, Yes, Dear, Ángel, The Geena Davis Show, Murder, She Wrote, Entrenador, Tour of Duty, Max Headroom y The Twilight Zone. También ha aparecido en varias películas para televisión y miniseries, incluidas De la Tierra a la Luna, A Mom for Christmas, La criatura en HBO y The Women of Windsor. También creó, escribió y produjo la serie de la BBC Too Much Sun.
Sus apariciones en películas incluyen Get Him to the Greek, Conocerás al hombre de tus sueños de Woody Allen. Falling Up, El buscador: Los seis signos de la luz, Who's Your Caddy?, Epic Movie, Meet the Spartans, The Prestige, Love for Rent, Tercera identidad, See This Movie, Austin Powers in Goldmember, Multiplicity, Independence Day, Traces of Red y Lethal Weapon 2. También apareció en las comedias de Christopher Guest Best in Show como comentarista de la exposición canina con Fred Willard, A Mighty Wind, For Your Consideration y Mascots, la última de las cuales coescribió y produjo.

### Voz
Como actor de voz , Piddock proporcionó la voz de Major Zero en la versión en inglés del videojuego Metal Gear Solid 3: Snake Eater, así como de Agent One en Return to Castle Wolfenstein para Xbox y PlayStation 2. En el cine, proporcionó la voz de Bolero the Bull en la película Garfield 2 y de Kenneth Loring, el director artístico ficticio de Forever Young Films, en el comentario del montaje del director de Blood Simple de los hermanos Coen. También prestó su voz para el papel del mayordomo cálao del rey Mufasa, Zazu en los juegos de Disney Timon & Pumbaa's Jungle Games y The Lion King: Simba's Mighty Adventure, el mayordomo de Batman, Alfred Pennyworth, en la película animada de DC Comics batman: Under The Red Hood, y prestó su voz a Chic para la película animada de ciencia ficción Dead Space: Perdición, basada en el videojuego Dead Space.

### Trabajo posterior
Piddock apareció en Eternamente comprometidos de 2012, protagonizada por Jason Segel y Emily Blunt, interpretando al padre de Blunt, The Cold Light of Day protagonizada por Henry Cavill, Bruce Willis y Sigourney Weaver, 1915, Kill Your Friends y El dictador con Sacha Baron Cohen.
En agosto de 2012, se anunció que Piddock coescribiría, actuaría y produciría una nueva serie de comedia de televisión con Christopher Guest para HBO y la BBC titulada Family Tree. El programa se emitió posteriormente en 2013.
El 13 de octubre de 2016, Mascots, que también coescribió con Guest, protagonizó y produjo, se estrenó en Netflix. Desde entonces ha aparecido en varios programas de televisión, incluidos Modern Family, Designated Survivor, Get Shorty, Training Day, Blunt Talk y The Royals.
En 2021, interpretó al Capitán Carradine en la película La maldición del Queen Mary, que se rodó en el Reino Unido y Estados Unidos y se estrenó en 2023.

### Escritor y productor
Piddock escribió la historia y produjo Tooth Fairy en 2010, la comedia de acción de New Line The Man, One Good Turn, Traces of Red y el thriller romántico de la Guerra Fría Tercera identidad, protagonizado por Rupert Everett y Sharon Stone, y en el que Piddock interpretó un papel secundario.
En noviembre de 2019, se anunció que su guion Frankel comenzaría a rodarse en 2022 con Jeremy Irons interpretando el papel principal de Sir Henry Cecil.

## Filmografía

### Películas
| Año  | Título                                    | Papel                                     | Notas                                   |
| ---- | ----------------------------------------- | ----------------------------------------- | --------------------------------------- |
| 1989 | Lethal Weapon 2                           | Enviado del Consulado                     |                                         |
| 1992 | Traces of Red                             | Sr. Martyn                                | También guionista                       |
| 1996 | Independence Day                          | Reginald                                  |                                         |
| 1996 | Multiplicity                              | Maitre d'                                 |                                         |
| 1997 | An Alan Smithee Film: Burn Hollywood Burn | Asistente #1                              |                                         |
| 2000 | Best in Show                              | Trevor Beckwith                           |                                         |
| 2002 | Austin Powers in Goldmember               | Director                                  |                                         |
| 2003 | A Mighty Wind                             | Leonard Crabbe                            |                                         |
| 2004 | See This Movie                            | Martin Hughes                             |                                         |
| 2004 | Tercera identidad                         | George Quennell                           | También guionista y coproductor         |
| 2005 | Love for Rent                             | Frank Bauman                              |                                         |
| 2005 | Death to the Supermodels                  | Ryan                                      | Voz, directo a video                    |
| 2006 | Garfield 2                                | Bolero                                    | Voz                                     |
| 2006 | For Your Consideration                    | Simon Whitset                             |                                         |
| 2006 | The Prestige                              | Fiscal                                    |                                         |
| 2007 | Epic Movie                                | Magneto                                   |                                         |
| 2007 | Who's Your Caddy?                         | Harrington                                |                                         |
| 2007 | El buscador: Los seis signos de la luz    | Old George                                |                                         |
| 2008 | Meet the Spartans                         | Lealista / Hombre parecido a Simon Cowell |                                         |
| 2008 | Dead Space: Downfall                      | Chic                                      | Voz, directo a video                    |
| 2009 | Falling Up                                | Phillip Dowling                           |                                         |
| 2009 | Endless Bummer                            | Mr. Newell                                |                                         |
| 2010 | Conocerás al hombre de tus sueños         | Peter Wicklow                             |                                         |
| 2010 | Get Him to the Greek                      | Conductor de limusina en Londres          |                                         |
| 2010 | batman: Under The Red Hood                | Alfred Pennyworth                         | Voz, directo a video                    |
| 2012 | The Cold Light of Day                     | Meckler                                   |                                         |
| 2012 | Eternamente comprometidos                 | George Barnes                             |                                         |
| 2012 | El dictador                               | Desconocido                               | Sin acreditar                           |
| 2014 | Think Like a Man Too                      | Declan                                    |                                         |
| 2015 | 1915                                      | Jeffrey                                   |                                         |
| 2015 | Kill your friends                         | Derek Sommers                             |                                         |
| 2016 | Mascots                                   | Owen Golly, Sr.                           | También guionista y productor ejecutivo |

### Televisión
| Año       | Título                           | Papel                                          | Notas                                                            |
| --------- | -------------------------------- | ---------------------------------------------- | ---------------------------------------------------------------- |
| 1985      | Wildside                         | Ladrón de bancos                               | Episodio: "The Crimea of the Century"                            |
| 1985      | The Twilight Zone                | Brian                                          | Episodio: "Take My Life... Please!/Devil's Alphabet/The Library" |
| 1986      | Fame                             | El productor discográfico                      | Episodio: "Fame and Fortune"                                     |
| 1987      | El show de Tracey Ullman         | Derrick                                        | 2 episodios                                                      |
| 1988      | Max Headroom                     | Mr. Kelly                                      | Episodio: "Neurostim"                                            |
| 1988      | CBS Summer Playhouse             | Hank                                           | Episodio: "Old Money"                                            |
| 1989      | Tour of Duty                     | Mayor Shadlow                                  | Episodio: "Lonely at the Top"                                    |
| 1990      | A Mom for Christmas              | Wilkins                                        | Película de televisión                                           |
| 1990–1991 | Entrenador                       | Alan / Asistente                               | 2 episodios                                                      |
| 1993      | Murder, She Wrote                | Malcolm Brooker                                | Episodio: "Murder in White"                                      |
| 1994–1996 | Loco por ti                      | Profesor de lógica / Hal Conway                | 7 episodios                                                      |
| 1997–1998 | Team Knight Rider                | Max Amendas                                    | 2 episodios                                                      |
| 1998      | De la Tierra a la Luna           | John Hodge                                     | Episodio: "Can We Do This?"                                      |
| 1998      | Las nuevas aventuras de Batman   | Martin                                         | Voz, episodio: "Cult of the Cat"                                 |
| 1999      | Tracey Takes On...               | Vicar                                          | Episodio: "Hair"                                                 |
| 2000      | The Geena Davis Show             | Sr. Levenstein                                 | Episodio: "Piece of Cake"                                        |
| 2000      | Ángel                            | The Valet                                      | Episodio: "The Trial"                                            |
| 2001      | Yes, Dear                        | Vet                                            | Episodio: "Worst in Show"                                        |
| 2001      | Friends                          | Dennis Phillips                                | Episodio: "The One After I Do"                                   |
| 2001      | She Creature                     | Capitán Dunn                                   | Película de televisión                                           |
| 2001      | Citizen Baines                   | Larry                                          | Episodio: "The Appraisal"                                        |
| 2002      | Maybe It's Me                    | Judge Parks                                    | Episodio: "The Quahog Festival Episode"                          |
| 2002      | The Drew Carey Show              | Lord Mercer                                    | 4 episodios                                                      |
| 2002      | ER                               | Dr. Earl Whitehead                             | Episodio: "Chaos Theory"                                         |
| 2003      | Crossing Jordan                  | Norman Gibson                                  | Episodio: "Family Ties"                                          |
| 2004      | The Rutles 2: Can't Buy Me Lunch | Troy Nixon                                     | Película de televisión                                           |
| 2005      | Lost                             | Francis Heatherton                             | Episodio: "Homecoming"                                           |
| 2006      | That '70s Show                   | Presentador de televisión                      | Voz, episodio: "Crazy Little Thing Called Love"; sin acreditar   |
| 2006      | Monk                             | Jake Colbert                                   | Episodio: "Mr. Monk Can't See a Thing"                           |
| 2007      | Sin rastro                       | Dr. McNeil                                     | Episodio: "Claus and Effect"                                     |
| 2008      | The Middleman                    | Arthur Mendelson                               | Episodio: "The Cursed Tuba Contingency"                          |
| 2009      | Dollhouse                        | Biz                                            | Episodio: "Stage Fright"                                         |
| 2009–2011 | batman: The Brave and the Bold   | Doctor Sivana, Doctor Watson, Shazam           | 4 episodios                                                      |
| 2010      | Chuck                            | Curador de Arte Clásico                        | Episodio: "Chuck Versus the Mask"                                |
| 2010      | Ben 10: Ultimate Alien           | Rey Urien, Comentarista de color, Chair Umpire | Voz, episodio: "Duped"                                           |
| 2010      | Party Down                       | Leland Corke                                   | Episodio: "Not on Your Wife Opening Night"                       |
| 2010      | Law & Order: LA                  | Jay Bickson                                    | Episodio: "Hollywood"                                            |
| 2010      | Castle                           | Lord Henry                                     | Episodio: "Punked"                                               |
| 2011      | Up All Night                     | Matthew Taylor                                 | Episodio: "New Car"                                              |
| 2011      | Dos hombres y medio              | Edward                                         | Episodio: "One False Move, Zimbabwe!"                            |
| 2012      | Touch                            | Dr. Knox                                       | Episodio: "Zone of Exclusion"                                    |
| 2012      | Childrens Hospital               | Cyrus Mittleman                                | Episodio: "British Hospital"                                     |
| 2013      | Family Tree                      | Sr. Pfister                                    | 5 episodios; también guionista y productor ejecutivo             |
| 2013      | NTSF:SD:SUV::                    | Hobson Chipps                                  | Episodio: "Hawaii Die-0"                                         |
| 2013      | Work It                          | Carl                                           | Episodio: "My So-Called Mid-Life Crisis"                         |
| 2014      | Turbo FAST                       | Sir Reginald, Hombre rico #2                   | Voz, episodio: "The Escargot Affair"                             |
| 2014      | Franklin & Bash                  | Dean Casseday                                  | Episodio: "Spirits in the Material World"                        |
| 2014      | Mom                              | Kenneth                                        | Episodio: "Forged Resumes and the Recommended Dosage"            |
| 2015      | Man Seeking Woman                | Desconocido                                    | Episodio: "Stain"                                                |
| 2015      | Marry Me                         | Chuck                                          | Episodio: "Date Me"                                              |
| 2015      | Instant Mom                      | Dr. Ian Houser                                 | Episodio: "Ghost Busted"                                         |
| 2015      | Las tortugas ninja               | Lord Simultaneous, Sir John, Overmind, Warbot  | Voz, 2 episodios                                                 |
| 2015      | The Grinder                      | Barrister Cromwell                             | Episodio: "Buckingham Malice"                                    |
| 2015      | The Royals                       | Truman                                         | 2 episodios                                                      |
| 2016      | Blunt Talk                       | Desconocido                                    | Episodio: "Your Therapist and His Pussy Are Here"                |
| 2017      | Elementary                       | Tom Saunders                                   | Voz, episodio: "Fidelity"; sin acreditar                         |
| 2017      | Training Day                     | Abel Cribbs                                    | Episodio: "Sunset"                                               |
| 2017      | El show de Tom y Jerry           | Alistair                                       | Voz, episodio: "Downton Tabby/Growing Pains/Toodle Boom"         |
| 2017      | Get Shorty                       | Julian Pynter                                  | Episodio: "A Man of Letters"                                     |
| 2017      | Designated Survivor              | Dr. Rune                                       | Episodio: "Line of Fire"                                         |
| 2018      | Modern Family                    | Malcolm Fennerman                              | Episodio: "The Escape"                                           |
| 2019      | A Confession                     | Juez Griffith Williams                         | Episodio #1.6                                                    |
| 2020      | La maldición de Bly Manor        | Padre Stack                                    | Episodio: "The Pupil"                                            |

### Videojuegos
| Year | Title                                             | Voice role           | Notes             |
| ---- | ------------------------------------------------- | -------------------- | ----------------- |
| 1995 | Shannara                                          | Leah Servant         | [ 11 ]            |
| 2001 | The Lion King: Simba's Mighty Adventure           | Zazu                 | [ 11 ]            |
| 2002 | El Señor de los Anillos: la Comunidad del Anillo  | Bilbo Bolsón, Elrond | [ 11 ]            |
| 2004 | The Bard's Tale                                   | Voces adicionales    | [ 12 ]            |
| 2004 | Metal Gear Solid 3: Snake Eater                   | Major Zero           | Doblaje en inglés |
| 2006 | Metal Gear Solid: Portable Ops                    | Major Zero           | Doblaje en inglés |
| 2010 | El Señor de los Anillos: las aventuras de Aragorn | Elrond, Bilbo Bolsón | [ 11 ]            |
| 2011 | El Señor de los Anillos: la guerra del norte      | Elrond, Bilbo Bolsón | [ 11 ]            |
| 2012 | Lego El Señor de los Anillos                      | Elrond, Bilbo Bolsón | [ 11 ]            |
| 2013 | Scribblenauts Unmasked: A DC Comics Adventure     | Alfred Pennyworth    | [ 11 ]            |